# Rue Creuse (Bruxelles)
Pour les articles homonymes, voir Rue Creuse.
La rue Creuse (en néerlandais : Hollestraat) est une rue bruxelloise de la commune de Schaerbeek qui va du haut de l'avenue Louis Bertrand à la rue Henri Bergé (côté place Pogge).
La numérotation des habitations va de 1 à 75 pour le côté impair et de 2 à 62 pour le côté pair.

## Adresse notable
- nos 19-27 : Espace théâtral Scarabaeus